# Max Munding
Max Munding (* 12. August 1949 in Schwäbisch Gmünd) ist ein deutscher Verwaltungsjurist. Er war von 2009 bis 2017 Präsident des Rechnungshofes Baden-Württemberg.

## Leben

### Ausbildung
Munding leistete nach dem Abitur seinen Wehrdienst in den Jahren 1968 und 1969 ab. Anschließend studierte er von 1969 bis 1978 Rechtswissenschaften, Politikwissenschaften und Philosophie an der Universität Tübingen. Er legte 1974 das Erste juristische Staatsexamen sowie 1978 ein Magisterexamen in Politik, Philosophie und Staatsrecht ab. Von 1975 bis 1980 war er als wissenschaftliche Hilfskraft an der Universität Tübingen tätig. Zudem war er von 1978 bis 1980 Rechtsreferendar, sodass er 1980 das Zweite juristische Staatsexamen ablegte.

### Laufbahn
Nach Ablegen der Staatsexamina trat er im Jahr 1980 beim Regierungspräsidium Tübingen in den öffentlichen Dienst ein. Er wechselte 1982 in das Innenministerium Baden-Württemberg und war dort Referent in der Polizeiabteilung und der Zentralstelle, Leiter der Zentralstelle und Leiter des Bereichs Verwaltungsstruktur in der Stabsstelle für Verwaltungsreform, Information und Kommunikation. Danach beschäftigte er sich von 1994 bis 1996 als Leiter der Grundsatzabteilung des Sächsischen Staatskanzlei mit der inhaltlichen Koordinierung der Stabsarbeiten für Kabinett, Landtag, Bundesrat und Ministerpräsidentenkonferenz. Er kehrte im März 1996 in das baden-württembergische Innenministerium zurück und übernahm dort für kurze Zeit erneut die Leitung des Bereichs Verwaltungsstruktur in der Stabsstelle für Verwaltungsreform, Information und Kommunikation. Bereits im Mai 1996 wurde er Leiter der Redengruppe sowie ab November 1996 Leiter der Abteilung IV „Grundsatz und Planung; Koordination Landtag“ im Staatsministerium Baden-Württemberg.
Anschließend war er von Februar 2003 bis Juni 2006 als Ministerialdirektor der Amtschef im Innenministerium Baden-Württemberg sowie vom 1. Juli 2006 bis 2008 im Ministerium für Ernährung und Ländlichen Raum Baden-Württemberg.
Zum 1. Januar 2009 wurde er der Präsident des Rechnungshofes Baden-Württemberg. Er trat am 31. August 2017 in den Ruhestand ein.